# 陌生的恋人
《陌生的戀人》，2021年播出的中國大陸愛情懸疑劇。由上海耀客傳媒股份有限公、北京愛奇藝聯合出品，黃天仁執導、張萌擔任總製片人，宋茜、歐豪領銜主演。該劇講述一場雪崩之後失憶的女小提琴手，從重重迷霧中尋找自我和救贖愛情的故事。該劇於2020年5月15日在蘇州開機，已於9月12日宣布殺青，並於2021年7月12日在LINE TV、騰訊視頻、愛奇藝、MyVideo首播。

## 播出平台
| 頻道         | 所在地   | 首播日期      | 播出時間                                       |
| ------------ | -------- | ------------- | ---------------------------------------------- |
| 騰訊視頻     | 中国大陆 | 2021年7月12日 | 星期一至三 20點免費更新兩集，VIP會員提前看下週 |
| 愛奇藝       | 中国大陆 | 2021年7月12日 | 星期一至三 20點免費更新兩集，VIP會員提前看下週 |
| LINE TV      | 臺灣     | 2021年7月12日 | 星期一至三 20點免費更新兩集                    |
| MyVideo      | 臺灣     | 2021年7月12日 | 每週一至週三 20:00 上架                        |
| 愛爾達綜合台 | 臺灣     | 2025年1月27日 | 星期一至五 04:00 - 06:00（兩集連播）           |

## 劇情簡介
國際享譽盛名的小提琴家羅芊怡（宋茜飾演），事業愛情雙豐收，但卻因為一次意外的雪崩導致一切都化為烏有，怪異的事情由此開始發生，與企業家未婚夫霍佑澤（歐豪飾演）的關係也逐漸變得微妙，在不斷地抽絲剝繭中接近每一個真相。

## 演員列表

### 主要角色
| 演員 | 角色   | 介紹 |
| 宋茜 | 羅芊怡 | 小提琴家，霍佑澤未婚妻，齊帆秘密戀人 在機緣巧合下認識霍佑澤，雖然當時已經和齊帆在交往，為了事業選擇與霍佑澤交往。在日本北海道旅行時被霍佑澤發現事實，在兩人對峙的時候遭遇雪崩而掉下雪山而失踪。                   |
| 宋茜 | 宋小冬 | 職業扒手，在雪山上與宋正南發生爭執，遭遇雪崩而掉下雪山。毀容且失億的宋小冬被當成失踪的羅芊怡，被霍佑澤救起並打造成羅芊怡。恢復後的宋小冬以羅芊怡身份回國，霍佑澤對宋小冬隱瞞她的過去。 毀容前的宋小冬由安唯綾扮演 |
| 歐豪 | 霍佑澤 | 明佑集團CEO，羅芊怡未婚夫，霍佑溪哥哥 深愛羅芊怡，即使知道她與齊帆秘密交往也選擇守護兩人的愛情。在一場雪崩中失去了羅芊怡，決定將同樣跌下雪山且毀容的宋小冬打造成羅芊怡。                                          |

### 其他演員
| 演員   | 角色   | 介紹 |
| 張赫   | 宇航   | 醫生，一直幫助宋小冬找回自己的身份。                                                                         |
| 何杜娟 | 孫蕾   | 霍佑澤大學同學，同時也是他最好的事業夥伴。喜歡霍佑澤，卻從不插足他與羅芊怡的感情，選擇祝福並默默一直幫助他。 |
| 戴景耀 | 齊帆   | 小提琴手，羅芊怡的秘密情人。                                                                                 |
| 范靜禕 | 霍佑溪 | 霍佑澤妹妹，自高中起便在英國唸書。                                                                           |
| 王藝哲 | 梅子   | |
| 陶海   | 宋正南 | |
| 閔政   | 老馮   | |
| 耿一智 | 阿超   | 羅芊怡經紀人。                                                                                               |
| 黃德毅 | 小丁   | 明佑集團員工。                                                                                               |
| 岳躍利 | 李維莘 | 李總。 |

## 電視原聲帶
音樂總監：呂雯
| 《陌生的戀人》電視劇原聲帶 | 《陌生的戀人》電視劇原聲帶 | 《陌生的戀人》電視劇原聲帶 | 《陌生的戀人》電視劇原聲帶 | 《陌生的戀人》電視劇原聲帶 | 《陌生的戀人》電視劇原聲帶 |
| 曲序                       | 曲目                       |                            | 作曲                       | 演唱                       | 备注                       |
| -------------------------- | -------------------------- | -------------------------- | -------------------------- | -------------------------- | -------------------------- |
| 1.                         | 選擇去愛你（片尾曲）       | 呂雯                       | 呂雯                       | 劉宇寧                     |                            |
| 2.                         | 懦弱（片尾曲）             | 呂雯                       | 呂雯                       | 貝貝                       |                            |
| 3.                         | 是我（插曲）               | 呂雯                       | 呂雯                       | 蘇北北                     |                            |
| 4.                         | 是我（插曲）               | 呂雯                       | 呂雯                       | 呂雯                       | 劇情版                     |
| 5.                         | 好想和你（插曲）           | 呂雯                       | 呂雯                       | 趙慧仙                     |                            |
| 6.                         | 請原諒我（插曲）           | 羅小佳                     | 羅小佳                     | 戴景耀                     |                            |
| 7.                         | 嘿（插曲）                 | 羅小佳                     | 羅小佳                     | 張瑋                       | 劇情男生版                 |
| 8.                         | 嘿（插曲）                 | 羅小佳                     | 羅小佳                     | 呂雯                       | 劇情女生版                 |

## 外部連結
- 陌生的恋人的新浪微博
- 豆瓣电影上《陌生的恋人》的資料 （简体中文）